# پفی‌مرغ بال‌پرستویی
پفی‌مرغ بال‌پرستویی (نام علمی: Chelidoptera tenebrosa) گونه‌ای از پرندگان نزدیک گنجشک‌سان از خانواده پفی‌مرغان، (شامل پفی‌مرغ‌ها، راهبک‌ها و مرغ‌های راهبه است. به آن بال پرستویی نیز می‌گویند. در بولیوی، برزیل، کلمبیا، اکوادور، گویان فرانسه، گویان، پرو، سورینام و ونزوئلا یافت می‌شود.